# Chan Siu Ki
Chan Siu Ki (in cinese: 陳肇麒; Fanling, 14 luglio 1985) è un calciatore hongkonghese, centrocampista o attaccante del Kui Tan.

## Palmarès

### Club
- Campionato di Hong Kong: 2

South China: 2008-2009, 2009-2010

### Nazionale
- Giochi dell'Asia Orientale: 1

2009

### Individuale
- Giovane dell'anno della Hong Kong First Division League: 3

2003-2004, 2004-2005, 2006-2007